# Lesménils
Lesménils est une commune française située dans le département de Meurthe-et-Moselle en région Grand Est.

## Géographie

### Localisation

#### Communes limitrophes
| Champey-sur-Moselle | Cheminot  | Cheminot            |
| Mousson             | Lesménils | Cheminot            |
| Mousson             | Mousson   | Morville-sur-Seille |

Cette commune fut un village-frontière avec l'Allemagne entre 1871 et 1918.

### Hydrographie
La commune est dans le bassin versant du Rhin au sein du bassin Rhin-Meuse. Elle est drainée par la Seille et le ruisseau du Roquillon,.
La Seille, d'une longueur de 138 km, prend sa source dans la commune de Maizières-lès-Vic et se jette  dans divers bras mort de la Moselle à Metz, après avoir traversé 57 communes. 

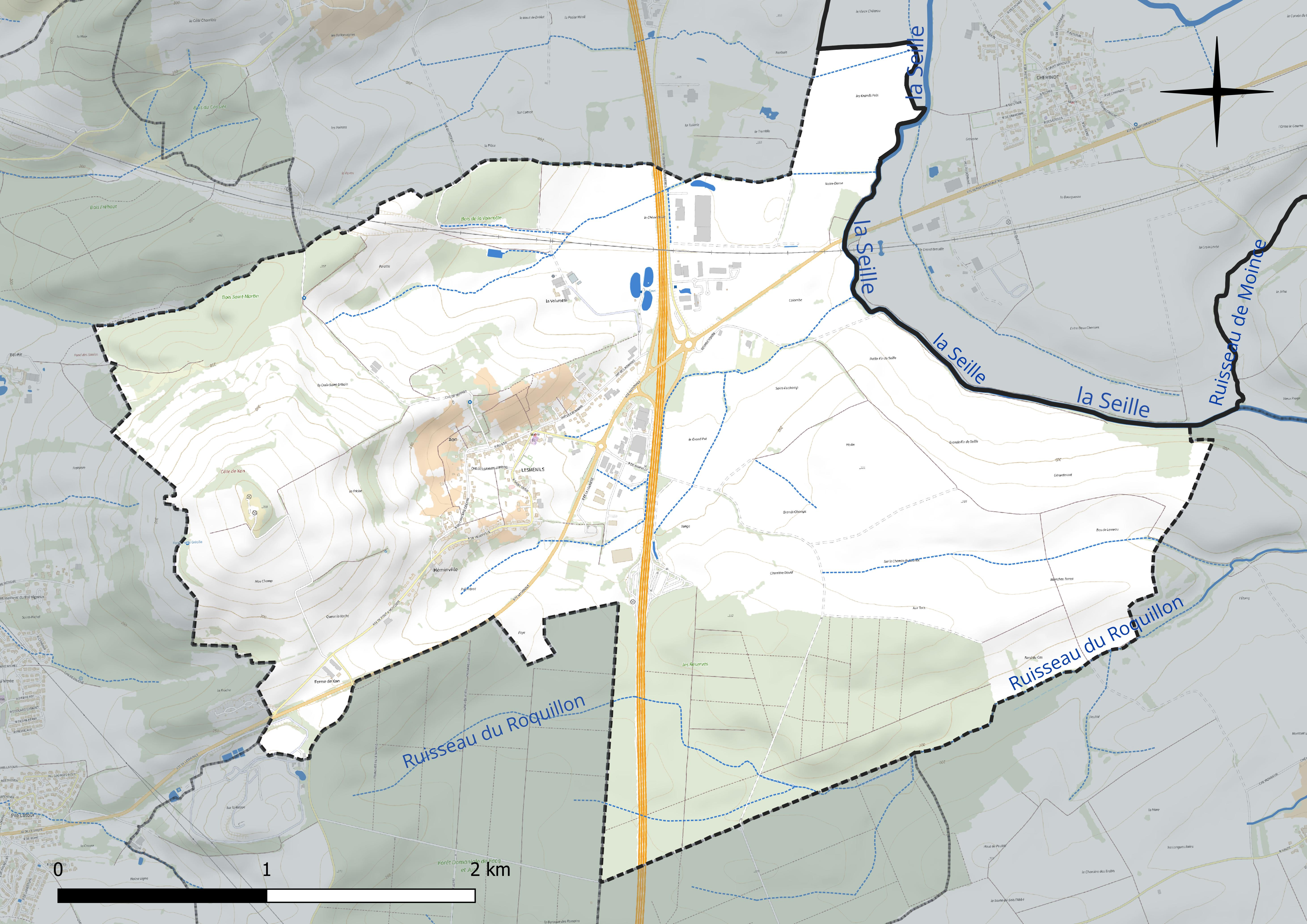
Réseau hydrographique de Lesménils.

### Climat
Pour des articles plus généraux, voir Climat du Grand Est et Climat de Meurthe-et-Moselle.
En 2010, le climat de la commune est de type climat des marges montargnardes, selon une étude du Centre national de la recherche scientifique s'appuyant sur une série de données couvrant la période 1971-2000. En 2020, Météo-France publie une typologie des climats de la France métropolitaine dans laquelle la commune est exposée à un climat semi-continental et est dans la région climatique  Lorraine, plateau de Langres, Morvan, caractérisée par un hiver rude (1,5 °C), des vents modérés et des brouillards fréquents en automne et hiver. 
Pour la période 1971-2000, la température annuelle moyenne est de 9,7 °C, avec une amplitude thermique annuelle de 16,9 °C. Le cumul annuel moyen de précipitations est de 789 mm, avec 12 jours de précipitations en janvier et 9,3 jours en juillet. Pour la période 1991-2020, la température moyenne annuelle observée sur la station météorologique de Météo-France la plus proche, « Nonsard », sur la commune de Nonsard-Lamarche à 25 km à vol d'oiseau, est de 10,7 °C et le cumul annuel moyen de précipitations est de 690,8 mm. 
La température maximale relevée sur cette station est de 40,1 °C, atteinte le 25 juillet 2019 ; la température minimale est de −17 °C, atteinte le 1er mars 2005,,. 
Les paramètres climatiques de la commune ont été estimés pour le milieu du siècle (2041-2070) selon différents scénarios d'émission de gaz à effet de serre à partir des nouvelles projections climatiques de référence DRIAS-2020. Ils sont consultables sur un site dédié publié par Météo-France en novembre 2022.

## Urbanisme

### Typologie
Au 1er janvier 2024, Lesménils est catégorisée commune rurale à habitat dispersé, selon la nouvelle grille communale de densité à sept niveaux définie par l'Insee en 2022.
Elle est située hors unité urbaine. Par ailleurs la commune fait partie de l'aire d'attraction de Pont-à-Mousson, dont elle est une commune de la couronne,. Cette aire, qui regroupe 16 communes, est catégorisée dans les aires de moins de 50 000 habitants,.

### Occupation des sols
L'occupation des sols de la commune, telle qu'elle ressort de la base de données européenne d’occupation biophysique des sols Corine Land Cover (CLC), est marquée par l'importance des territoires agricoles (73,3 % en 2018), une proportion sensiblement équivalente à celle de 1990 (73,5 %). La répartition détaillée en 2018 est la suivante : terres arables (38,7 %), prairies (34,5 %), forêts (21,6 %), zones urbanisées (5 %), mines, décharges et chantiers (0,1 %). L'évolution de l’occupation des sols de la commune et de ses infrastructures peut être observée sur les différentes représentations cartographiques du territoire : la carte de Cassini (XVIIIe siècle), la carte d'état-major (1820-1866) et les cartes ou photos aériennes de l'IGN pour la période actuelle (1950 à aujourd'hui).

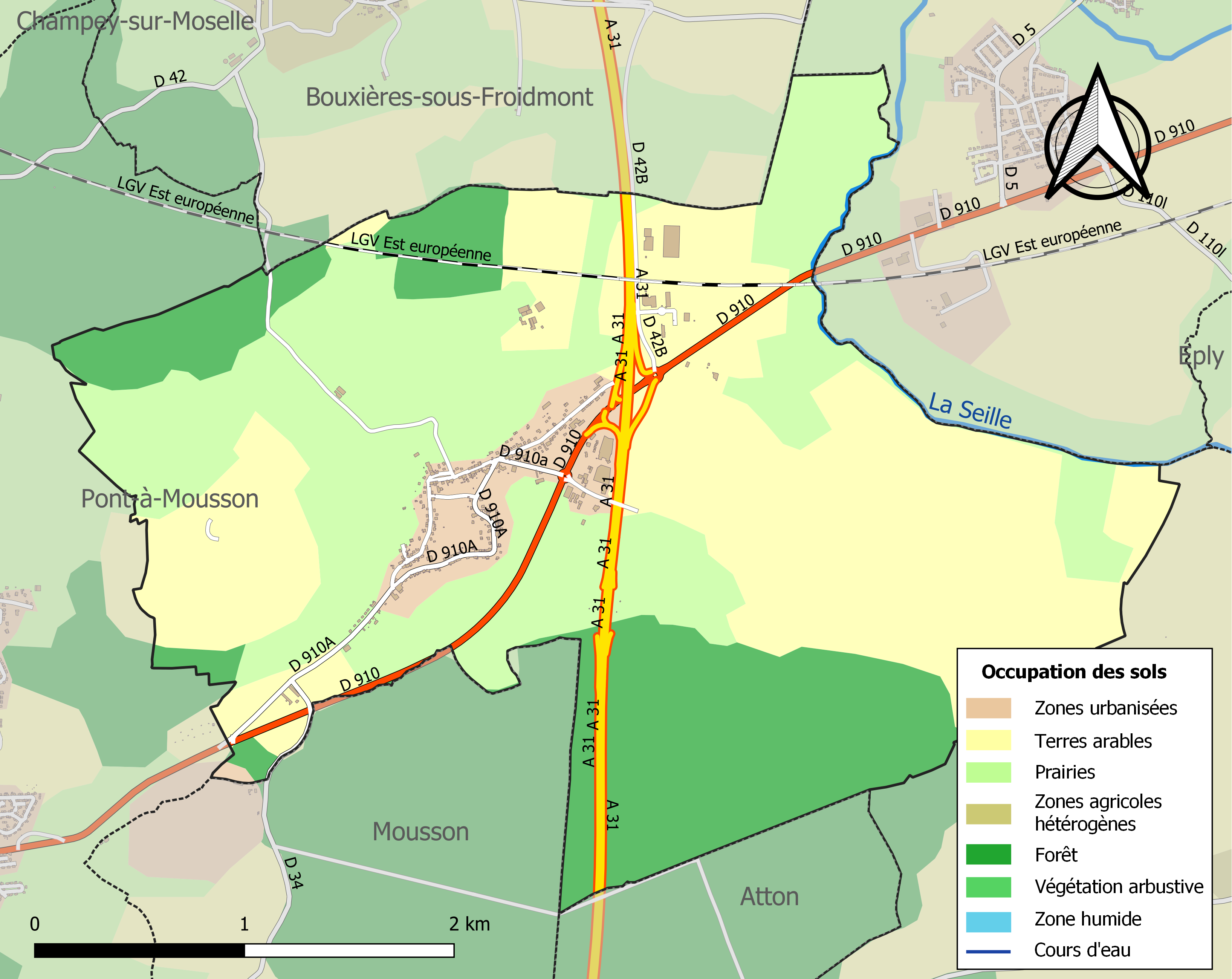
Carte des infrastructures et de l'occupation des sols de la commune en 2018 (CLC).

## Toponymie
Le nom de la localité est attesté sous les formes Maigniz-dezous-Mousons (1323) ; Les Megni delez lou Pont-à-Moussons (1345) ; « Les trois villes des Magnilz desoubz le chastei de Mouson, appelées Noweroy, Soixon et Hameyville… » (1385) ; Les Mesgnilz (1424) ; Les Menilz-davant-le-Pont (1438) ; Les Mesnilz (1441) ; Memny (1484).

Littéralement, « les ménils », pour les trois villes (hameaux) des « Magnilz desoubz le chastei de Mouson » appelées Noweroy, Soixon et Hameyville en 1385.

## Histoire
- Combats acharnés en 1915 au signal de Xon.

## Politique et administration
| Période                                  | Période                   | Identité                                     | Étiquette | Qualité      |
| ---------------------------------------- | ------------------------- | -------------------------------------------- | --------- | ------------ |
| Les données manquantes sont à compléter. |                           |                                              |           |              |
| mars 2001                                | En cours (au 25 mai 2020) | Noël Guérard, Réélu pour le mandat 2020-2026 |           | Ancien cadre |

## Population et société

### Démographie
L'évolution du nombre d'habitants est connue à travers les recensements de la population effectués dans la commune depuis 1793. Pour les communes de moins de 10 000 habitants, une enquête de recensement portant sur toute la population est réalisée tous les cinq ans, les populations de référence des années intermédiaires étant quant à elles estimées par interpolation ou extrapolation. Pour la commune, le premier recensement exhaustif entrant dans le cadre du nouveau dispositif a été réalisé en 2006.

En 2022, la commune comptait 503 habitants, en évolution de +1,21 % par rapport à 2016 (Meurthe-et-Moselle : −0,13 %, France hors Mayotte : +2,11 %).
| 1793 | 1800 | 1806 | 1821 | 1831 | 1836 | 1841 | 1846 | 1851 |
| ---- | ---- | ---- | ---- | ---- | ---- | ---- | ---- | ---- |
| 452  | 490  | 513  | 515  | 550  | 541  | 525  | 495  | 511  |

| 1856 | 1861 | 1872 | 1876 | 1881 | 1886 | 1891 | 1896 | 1901 |
| ---- | ---- | ---- | ---- | ---- | ---- | ---- | ---- | ---- |
| 506  | 486  | 503  | 535  | 518  | 463  | 455  | 462  | 412  |

| 1906 | 1911 | 1921 | 1926 | 1931 | 1936 | 1946 | 1954 | 1962 |
| ---- | ---- | ---- | ---- | ---- | ---- | ---- | ---- | ---- |
| 395  | 371  | 235  | 194  | 185  | 186  | 210  | 189  | 210  |

| 1968 | 1975 | 1982 | 1990 | 1999 | 2006 | 2011 | 2016 | 2021 |
| ---- | ---- | ---- | ---- | ---- | ---- | ---- | ---- | ---- |
| 213  | 270  | 345  | 454  | 471  | 479  | 491  | 497  | 495  |

| 2022 | - | - | - | - | - | - | - | - |
| ---- | - | - | - | - | - | - | - | - |
| 503  | - | - | - | - | - | - | - | - |

## Culture locale et patrimoine

### Lieux et monuments
- Nécropole tumulaire, au lieudit le Bois de Fourasse de Frédéric II Le Cordier, édifice classé au titre des monuments historiques par arrêté du 13 août 1986[25].
- Vestiges de la voie romaine Lyon-Trèves par Langres et Metz, notamment une borne milliaire découverte par J.-M. Hanus.
- Croix du Xon : monument historique situé sur la colline du Xon, symbole de ceux qui sont morts en héros lors de la Première Guerre mondiale. Cette croix qui se dresse au sommet de la colline rappelle la mémoire des soldats qui sont tombés en 1915.
- Église Saint-Denis, reconstruite après 1918.

### Héraldique
| Blason de Lesménils | Blason  | D'or à la fasce haussée de sable, accompagnée en chef d'un lion issant couronné de gueules et en pointe de deux flammes du même. |
| Blason de Lesménils | Détails | Le statut officiel du blason reste à déterminer.                                                                                 |